# Hyocrinidae
Famille
Les Hyocrinidae sont une famille de Crinoïdes (Échinodermes) sessiles.

## Description

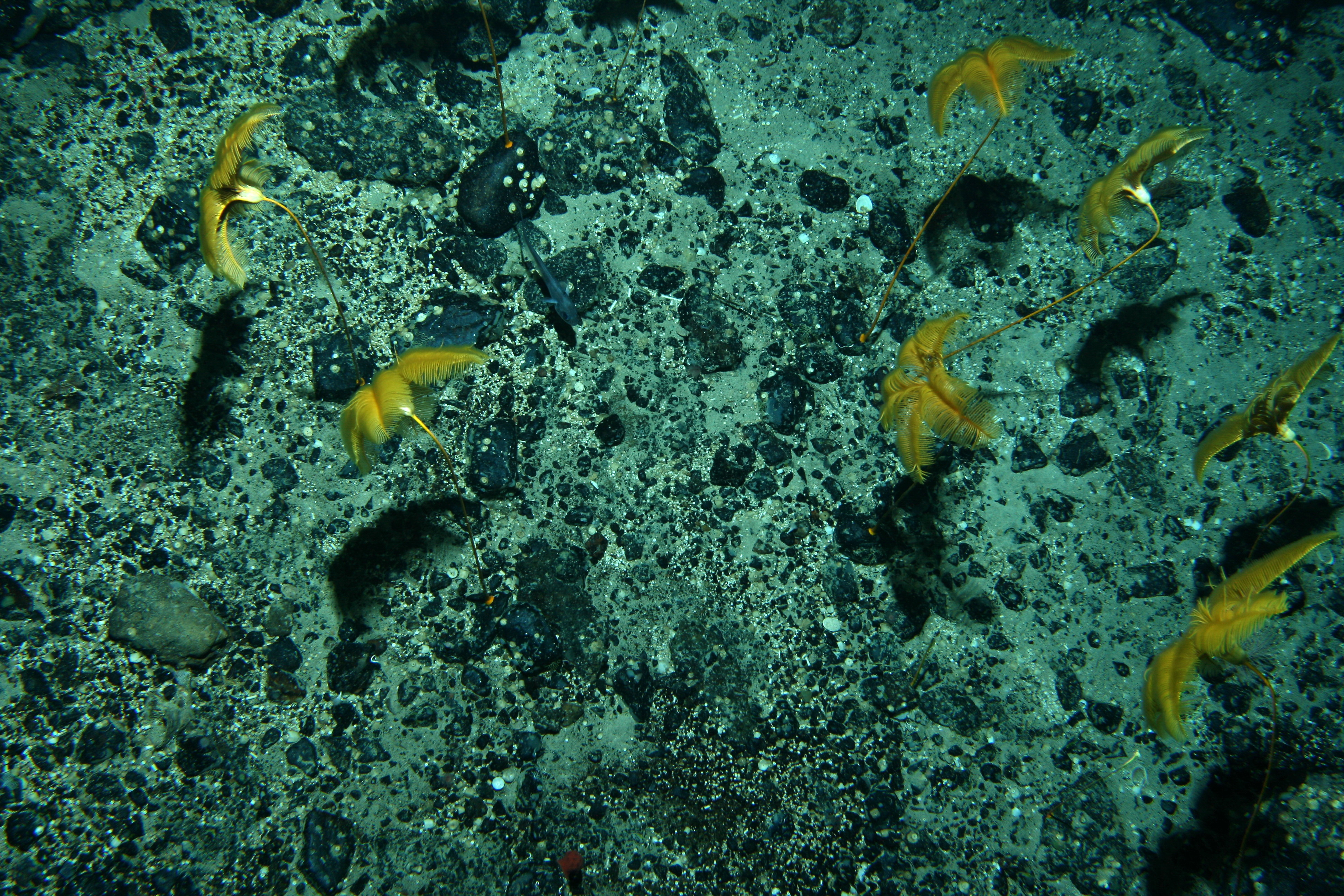
Ptilocrinus amezianeae observé in situ à 600 m de profondeur.

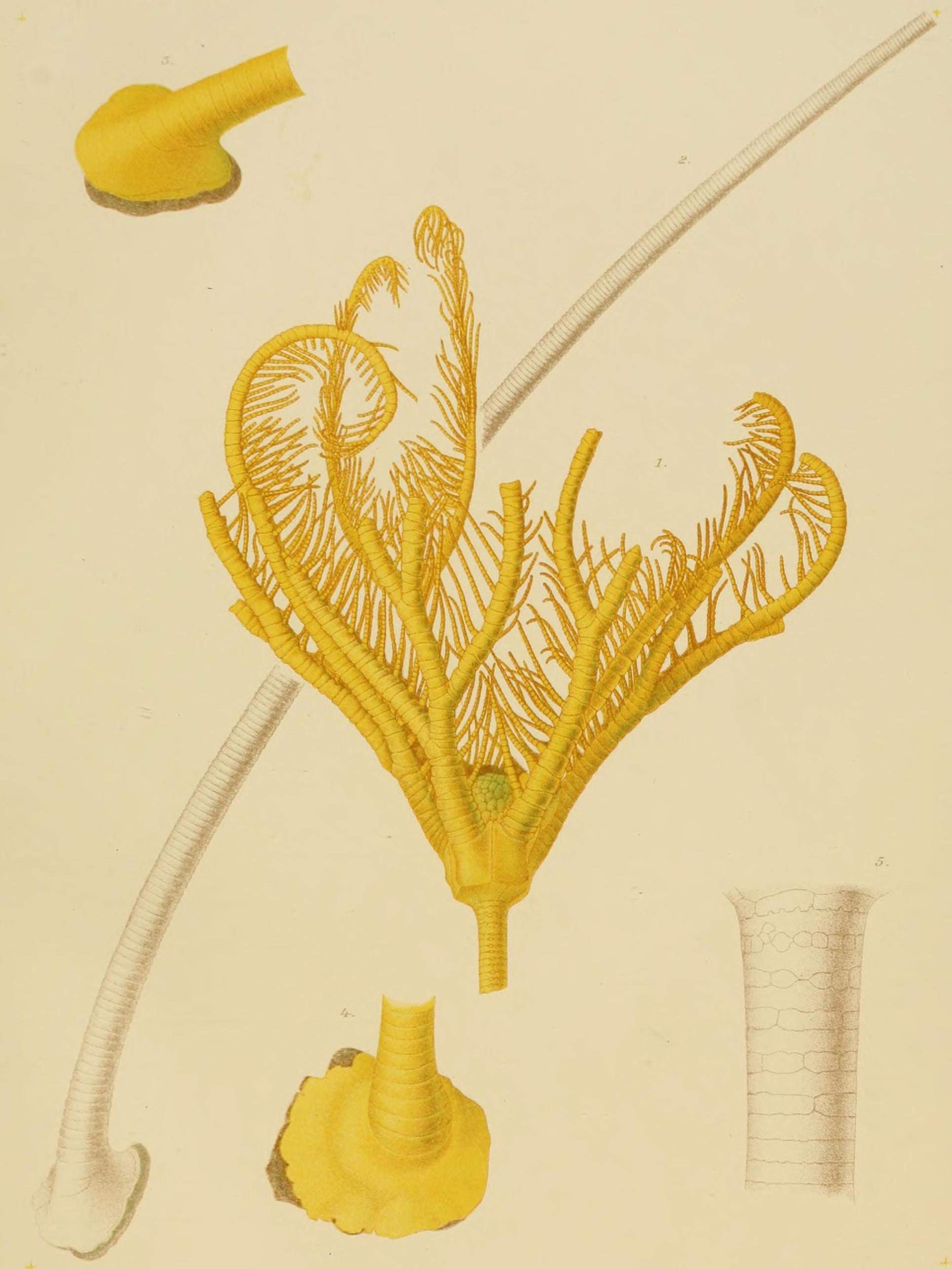
Calamocrinus diomedae.

Ce sont des crinoïdes « vrais » (sessiles) : ils vivent attachés au fond par une longue tige calcaire articulée, terminée par un disque d'attachement. Les cinq bras sont longs, et le plus souvent tous de même longueur et pourvus de cirrhes. Les entroques qui composent la tige sont pentagonales vers le calice et rondes vers le bas de la tige.
Les espèces de cette famille vivent dans les grandes profondeurs, comme Hyocrinus biscoitoi.

### Nourriture et mode de vie
Sur sa face orale, les pinnules sont, comme les branches des étoiles de mer, frangées de minuscules tubes, les pieds ambulacraires. Ils sécrètent une sorte de glu où se collent des larves de crustacés et des débris d'organismes. Les particules glissent ensuite comme sur des rails, le long de gouttières bordées de cils qui parcourent les bras jusqu'à la bouche ouverte au centre du calice.

## Conservation
En Atlantique Nord-Est, cette famille est indicatrice des écosystèmes marins vulnérables au niveau desquels la pêche de fond est interdite au delà de 400m de profondeur.

## Phylogénie
Selon World Register of Marine Species (23 novembre 2013) : 
- genre Anachalypsicrinus AM Clark, 1973 -- 2 espèces
- genre Belyaevicrinus (Mironov & Sorokina, 1998) -- 1 espèce
- genre Calamocrinus Agassiz, 1890 -- 1 espèce
- genre Dumetocrinus Mironov & Sorokina, 1998 -- 1 espèce
- genre Feracrinus Mironov & Sorokina, 1998  -- 3 espèces
- genre Gephyrocrinus Koehler & Bather, 1902 -- 1 espèce
- genre Hyocrinus Thomson, 1876 -- 2 espèces
- genre Lamberticrinus Roux (in Roux & Messing, 2017) -- 1 espèce
- genre Laubiericrinus Roux, 2004 -- 1 espèce
- genre Parahyocrinus Roux (in Roux & Messing, 2017) -- 4 espèces
- genre Ptilocrinus Clark, 1907 -- 7 espèces
- genre Thalassocrinus AH Clark, 1911 -- 4 espèces
- genre Tiburonicrinus Roux (in Roux & Messing, 2017) -- 1 espèce

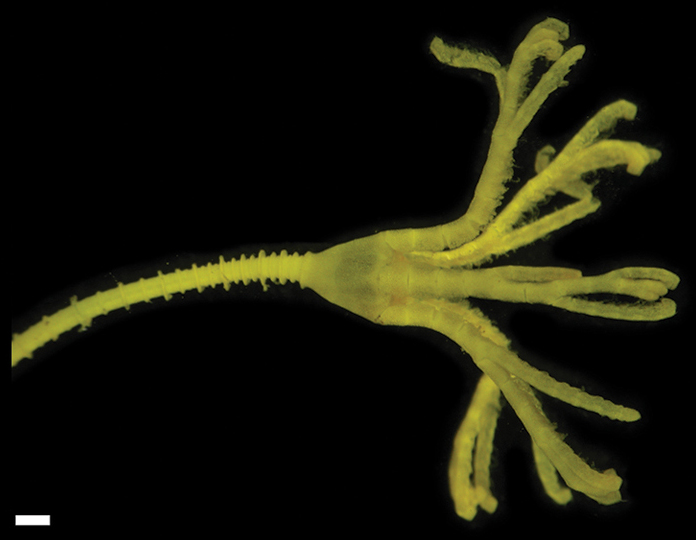
Calamocrinus diomedae.
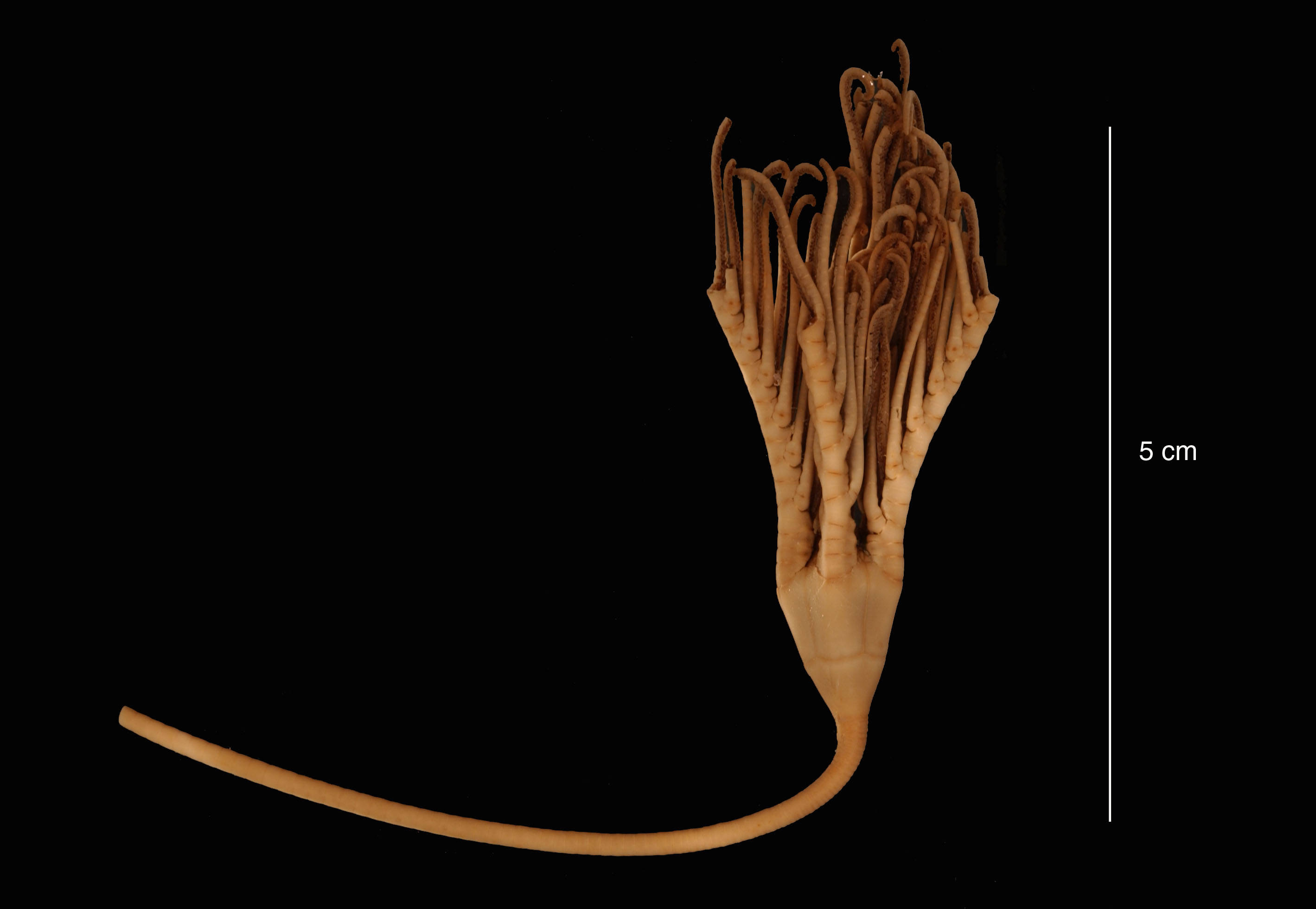
Feracrinus heinzelleri.
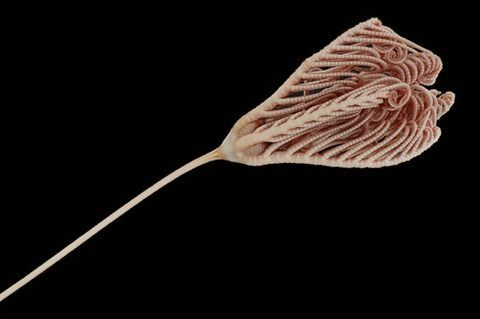
Gephyrocrinus grimaldii.
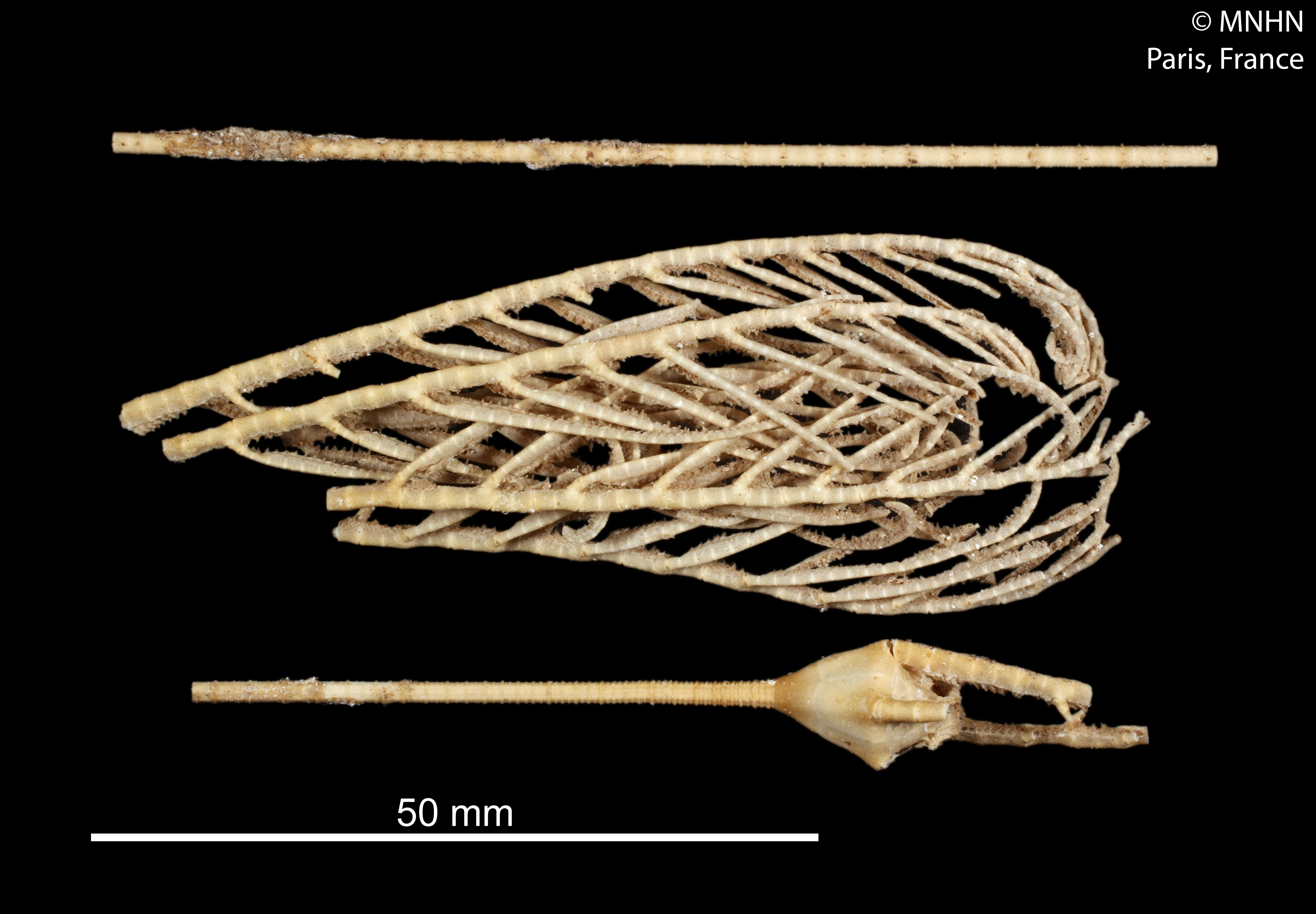
Hyocrinus cyanae.
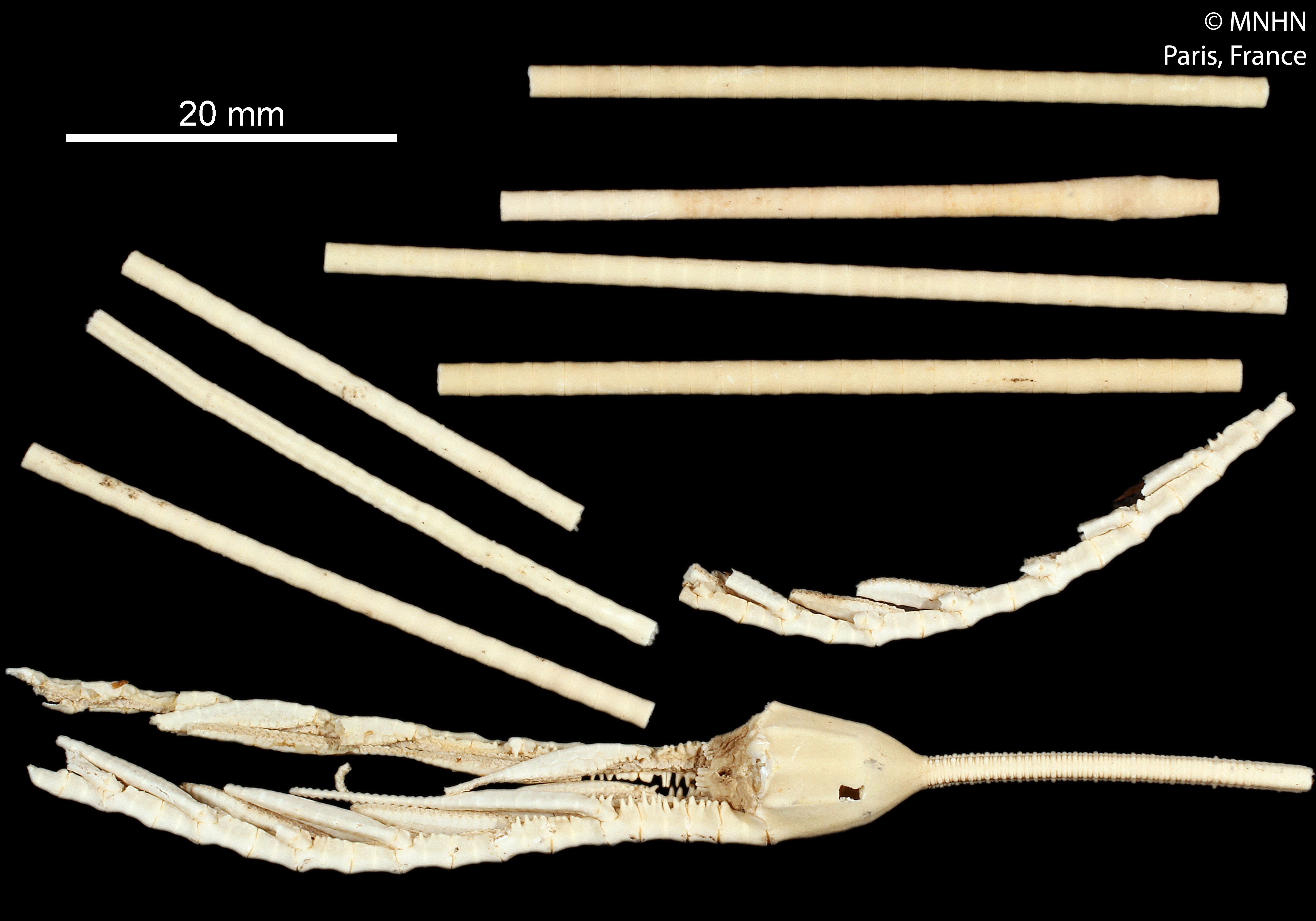
Laubiericrinus pentagonalis.
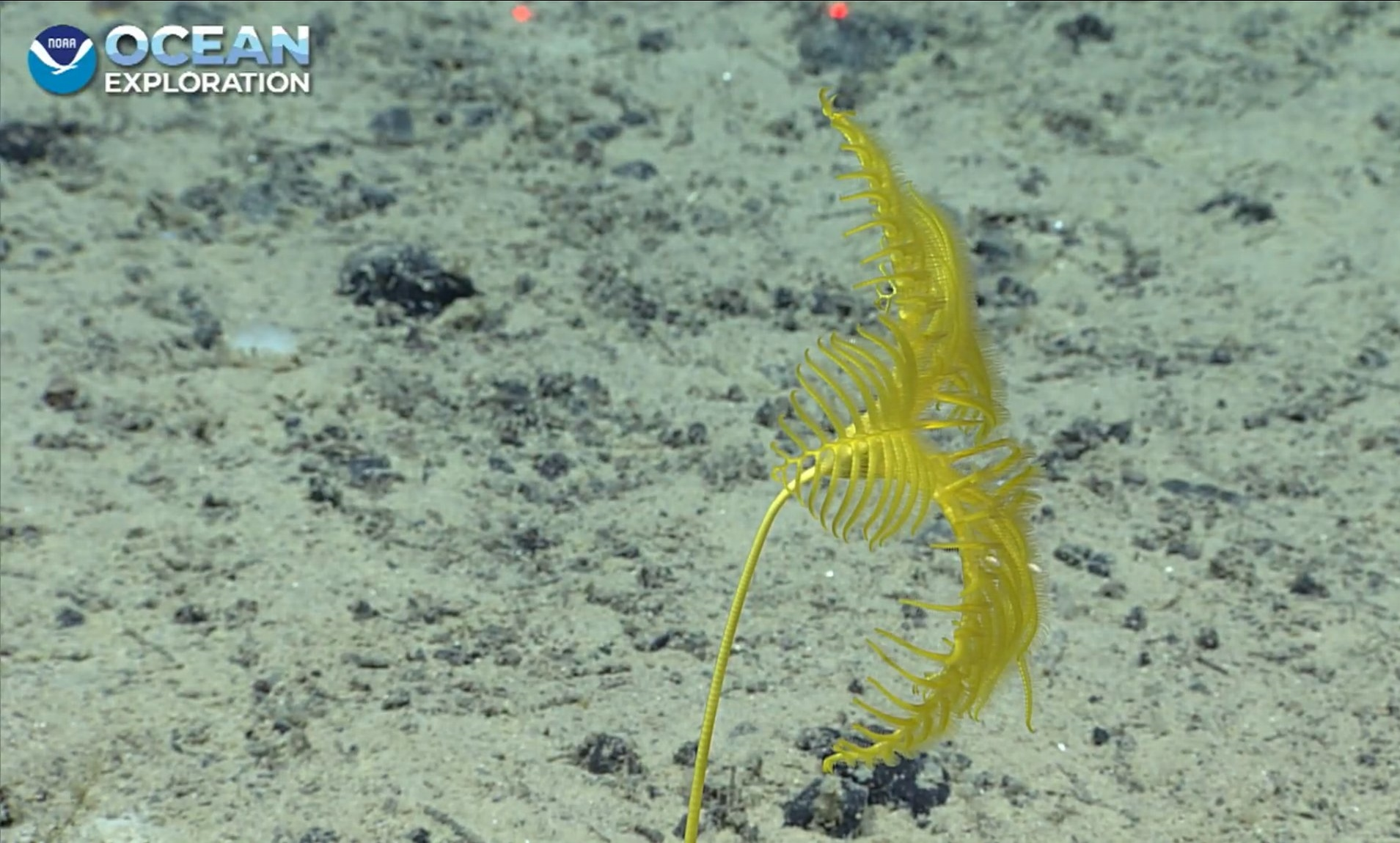
Parahyocrinus claguei
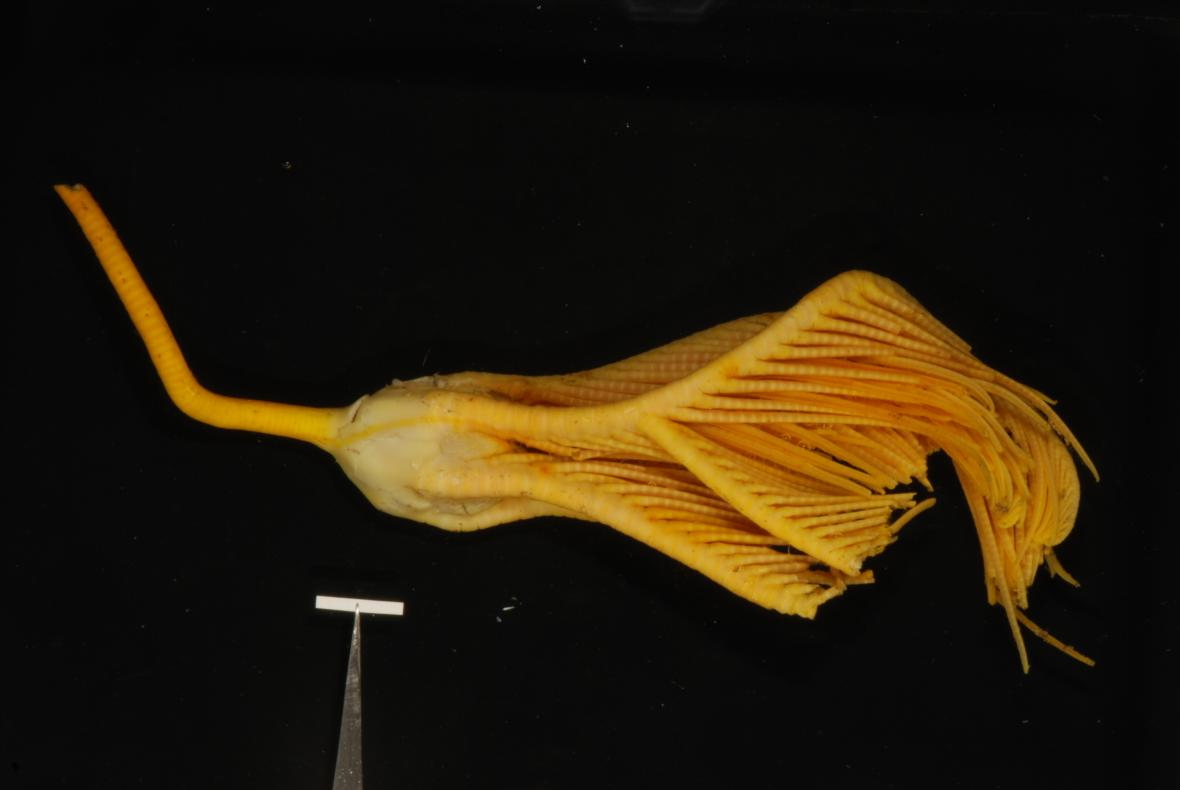
Ptilocrinus amezianeae.